# Parachrysopiella argentina
Parachrysopiella argentina är en insektsart som först beskrevs av Banks 1910.  Parachrysopiella argentina ingår i släktet Parachrysopiella och familjen guldögonsländor. Inga underarter finns listade i Catalogue of Life.